# Ōnan (Shimane)
Ōnan (jap. 邑南町, -chō) ist eine Stadt im Landkreis Ōchi der japanischen  Präfektur Shimane.
Sie entstand am 1. Oktober 2004 durch Fusion der Städte Iwami, Mizuho und des Dorfes Hasumi.